# Carlos García y García
Pour les articles homonymes, voir Garcia.
García  García est un nom espagnol. Le premier nom de famille, en général paternel, est García ; le second, en général maternel, souvent omis, est García.
Carlos García y García (19 novembre 1927 – 10 mai 2016) est un pasteur chrétien évangélique péruvien, second vice-président du Pérou (es) de 1990 à sa fuite vers l'Argentine, lors de l'auto-coup d'État de 1992.

## Biographie

### Ministère
Il est devenu pasteur baptiste. En 2005 il est devenu membre de l’Union mondiale de l'Alliance .

### Carrière politique
Aux élections de 1956 (en), Carlos García y García est élu député dans la circonscription de Piura. Il intègre la liste électorale du nouveau parti Cambio 90 (en) d'Alberto Fujimori pour le poste de second vice-président. Il est un fervent supporter de Fujimori, et va l'appuyer à travers toute sa candidature en collectant des signatures pour des nouveaux membres du parti, mais aussi en créant des comités locaux de partisans. Quelque cinquante membres de ses congrégations vont joindre la liste électorale de Cambio 90, Fujimori ayant reconnu leur apport à sa campagne ; dix-huit sont élus, quatorze députés et quatre sénateurs,.
Cependant, après son élection, Fujimori a grandement réprimé l'Église évangélique, mais le second vice-président García y García apporte de l'aide humanitaire aux fidèles. Lors de l'auto-coup d'État de 1992 organisé par Fujimori, au vu du refus du Congrès de lui accorder de plus amples pouvoirs, le second vice-président condamne la manœuvre politique et décide de se réfugier à l'ambassade d'Argentine à Lima (es).
Le 16 juillet 2002, durant la présidence d'Alejandro Toledo, l'ancien vice-président est décoré par le Congrès péruvien de la médaille d'Honneur, pour son engagement à préserver l'honnêteté et sa lutte pour la démocratie,. Il devient plus tard président du Congrès national évangélique.
Carlos García y García meurt le 10 mai 2016. La cérémonie funèbre a lieu le 12 à l'église Alianza Cristiana y Misionera, à Lince (en), dans la ville de Lima.